# Bollinckx
De firma Bollinckx uit Buizingen in Vlaams-Brabant was al sinds 1890 een bekende fabrikant van gasmotoren en stoommachines. Niet lang daarna produceerde men ook vrachtwagens. In 1918 werden Bollinckx en een aantal andere firma's omgevormd tot Les Nouvelles Usines Bollinckx. In 1929 werd het bedrijf overgenomen door Miesse, het fusiebedrijf heette dan Auto-Miesse.
In het Stoommuseum bij de Bakkersmolen te Wildert (Essen) is nog een Bollinckx stoommachine te vinden, evenals in het museum Papiermolen Herisem in Alsemberg. Een derde exemplaar staat in het Thermotechnisch Museum (door de studenten destijds "Theo-kot" genoemd naar professor Theo Vanderwaeteren die er de drijvende kracht van was) van de faculteit Toegepaste Wetenschappen van de Katholieke Universiteit Leuven te Heverlee.